# Championnat du Japon de sport-prototypes 1984
Navigation
Édition précédente Édition suivante
Le Championnat du Japon de sport-prototypes 1984 est la 2e saison du Championnat du Japon de sport-prototypes. Il s'est couru du 1er avril 1984 au 30 septembre 1984, comprenant quatre courses.

## Calendrier
| Manche | Course                       | Circuit | Participants | Date         |
| ------ | ---------------------------- | ------- | ------------ | ------------ |
| 1      | International Suzuka 500 km  | Suzuka  | 32           | 1 avril      |
| 2      | 4 Heures de Tsukuba          | Tsukuba | 15           | 1 juillet    |
| 3      | International Suzuka 1000 km | Suzuka  | 42           | 30 août      |
| 4      | 1 000 km de Fuji             | Fuji    | 38           | 30 septembre |

## Résultats de la saison

### Courses
| Manche | Circuit | Équipe vainqueur                               | Résultats |
| Manche | Circuit | Pilote vainqueur                               | Résultats |
| ------ | ------- | ---------------------------------------------- | --------- |
| 1      | Suzuka  | Trust Racing Team                              | Résultats |
| 1      | Suzuka  | Vern Schuppan Yoshimi Katayama                 | Résultats |
| 2      | Tsukuba | Team Taku                                      | Résultats |
| 2      | Tsukuba | Taku Akikake Toru Shimegi                      | Résultats |
| 3      | Suzuka  | Team Nova                                      | Résultats |
| 3      | Suzuka  | Geoff Lees Kunimitsu Takahashi Kenji Takahashi | Résultats |
| 4      | Fuji    | Rothmans Porsche                               | Résultats |
| 4      | Fuji    | Derek Bell Stefan Bellof                       | Résultats |